# Lijst van rijksmonumenten in de Wilhelminastraat (Haarlem)
De Wilhelminastraat in de stad Haarlem telt 11 inschrijvingen in het rijksmonumentenregister. Hieronder een compleet overzicht van de rijksmonumenten in de Wilhelminastraat.
| Object                                                                                       | Oorspronkelijke functie? | Bouwjaar              | Architect                          | Locatie                                                                  | Coördinaten?                  | Nr.?   | Afbeelding                                                                                   |
| -------------------------------------------------------------------------------------------- | ------------------------ | --------------------- | ---------------------------------- | ------------------------------------------------------------------------ | ----------------------------- | ------ | -------------------------------------------------------------------------------------------- |
| Gemeentelijke school voor jongens, neoclassicistisch                                         | Woonhuis                 | tweede helft 19e eeuw |                                    | Wilhelminastraat 43A                                                     | 52° 22' 46" NB, 4° 37' 40" OL | 19830  | Meer afbeeldingen                                                                            |
| Remonstrantse Kerk                                                                           | Kerk en kerkonderdeel    | 1886-87               | A. van der Steur jr.               | Wilhelminastraat 20                                                      | 52° 22' 49" NB, 4° 37' 39" OL | 19831  | Meer afbeeldingen                                                                            |
| Woonblok in eclectisch-renaissancistische stijl                                              | Woonhuis                 | 1881                  |                                    | Wilhelminastraat 1 t/m 17                                                | 52° 22' 52" NB, 4° 37' 42" OL | 513420 | Woonblok in eclectisch-renaissancistische stijl                                              |
| Woonblok met herenhuizen in Eclectische trant                                                | Woonhuis                 | 1881                  | J.P. Kaakebeen, J. Bes en J. Stoel | Wilhelminastraat 19 t/m 41                                               | 52° 22' 49" NB, 4° 37' 41" OL | 513421 | Meer afbeeldingen                                                                            |
| Remonstrantenhuis                                                                            | Kerkelijke dienstwoning  | 1887                  |                                    | Wilhelminastraat 22 (Kosterij naast Kerk)                                | 52° 22' 48" NB, 4° 37' 39" OL | 513422 | Remonstrantenhuis                                                                            |
| Woonblok met drie herenhuizen in Eclectische trant                                           | Woonhuis                 | 1884                  | S. Roog                            | Wilhelminastraat 24 t/m 28                                               | 52° 22' 48" NB, 4° 37' 39" OL | 513423 | Meer afbeeldingen                                                                            |
| Herenhuis in Eclectisch-Renaissancistische trant                                             | Woonhuis                 | ca. 1885              |                                    | Wilhelminastraat 30                                                      | 52° 22' 47" NB, 4° 37' 39" OL | 513424 | Meer afbeeldingen                                                                            |
| Woonblok met herenhuizen in combinatie van Eclecticisme en neorenaissance stijl              | Woonhuis                 | 1885                  |                                    | Wilhelminastraat 32 t/m 50                                               | 52° 22' 45" NB, 4° 37' 38" OL | 513425 | Meer afbeeldingen                                                                            |
| Woonhuis in eclectische trant                                                                | Woonhuis                 | 1884                  | J. Leijh                           | Wilhelminastraat 43                                                      | 52° 22' 46" NB, 4° 37' 40" OL | 513426 | Meer afbeeldingen                                                                            |
| Woonblok met herenhuizen in combinatie van Eclecticisme en neorenaissance stijl              | Woonhuis                 | 1884                  | A. van der Steur jr.               | Wilhelminastraat 45 t/m 59 en 59A - 59F                                  | 52° 22' 45" NB, 4° 37' 39" OL | 513427 | Meer afbeeldingen                                                                            |
| Woonblok met herenhuizen uit 1882 in een combinatie van Eclecticisme en neorenaissance stijl | Woonhuis                 | 1882                  | S. Roog                            | Wilhelminastraat 56 t/m 64                                               | 52° 22' 42" NB, 4° 37' 36" OL | 513428 | Woonblok met herenhuizen uit 1882 in een combinatie van Eclecticisme en neorenaissance stijl |
| Woonblok met herenhuizen in Eclectisch-Renaissancistische trant                              | Woonhuis                 | 1882                  | A. van der Steur jr.               | Alexanderstraat 10 (zie Wilhelminastraat 61,63,65,67 en Wilsonsplein 15) | 52° 22' 42" NB, 4° 37' 37" OL | 513429 | Woonblok met herenhuizen in Eclectisch-Renaissancistische trant                              |

Centrum:
Bakenessergracht ·
Frankestraat ·
Gedempte Oude Gracht ·
Gierstraat ·
Groot Heiligland ·
Grote Houtstraat ·
Grote Markt ·
Jansstraat ·
Kenaupark ·
Klein Heiligland ·
Kleine Houtstraat ·
Kleine Houtweg ·
Koningstraat ·
Nieuwe Gracht ·
Parklaan ·
Spaarnwouderbuurt ·
Wilhelminastraat ·
Zijlstraat

Zuid-West:
Florapark ·
Floraplein ·
Wagenweg 

Haarlem-Oost

Schalkwijk

Noord:
Begraafplaats Kleverlaan ·
Spaarndam 